# Лус Мели Рејес
Лус Мели Рејес (Каракас) је венецуеланска новинарка, писац и аналитичар. Позната је као директор и оснивач дигиталне медије Ефект Цоцуио. Добила је више признања за свој рад. 

## Образовање
Рејес је одрасла у осиромашеном подручју Каракаса,  и како је њен главни циљ био да побегне од сиромаштва,  никада није сањала о новинарству. Ни она није мислила да је то прави посао за њу, али професор ју је увјерио да студира Друштвене комуникације. Ипак, у њена прва два семестра још увек није осећала да је прикладна новинарству.
Дипломирала је са дипломом из области Друштвених комуникација на Централном универзитету Венецуеле (УЦВ). Магистрирала је Организациону комуникацију и новинарство на Католичком универзитету Андрес Белло (УЦАБ). У 2016. години похађала је курс из предузетничког новинарства на ЦУНИ-у, студирајући на енглеском језику. Била је међународна стипендисткиња Фондације Конрад Аденауер. Такође је добила грант од Организације америчких држава (ОАС) за једномесечни курс о интеграцији Анда на Папинском универзитету Ксавиериан у Боготи.
Рејес је тренутно професор на постдипломским студијама политичке комуникације на Универзитету Симон Боливар (USB).

## Каријера
Рејес је започела своју каријеру радећи као спортски новинар за новину Последње новости, с којом се није много повезала. Касније је радила за Ел Арагунео, где је била задужена за политику, коју је волела и постала један од њених главних интереса.
У једном интервјуу је рекла да је тек у фебруару 1992. године била „крштена“ као новинарка.  Тада је покривала покушај државног удара фебруара 1992. против Карлоса Андрес Переза. Признала је: „Нисам знала да долази државни удар, била сам превише јојота.“ Ово је био њен први дан на послу, инсистирајући да мора да напусти кућу да иде на посао; означило је њену каријеру.
Године 2002. постала је политички уредник Последњих новости. Промовисана је на место шефа истражне групе, што је радила наредних десет година. Водила је изборни пројекат „Тувото2012“ („Ваш глас 2012“) преко Цадена Цаприлеса годину дана. Након тога, постала је директор Диарио 2001 у 2014. години. 
У 2015. години креирала је ново независно тело за дигиталне медије са колегама Лауром Веффер и Јосефином Ругиеро, под називом Ефецто Цоцуио, са слоганом „Новинарство које осветљава“. Идеја за веб страницу је уследила након инцидената у којима су оснивачи прогоњени због покушаја новинарске слободе ; Сама Рејес је оптужена од стране владе за писање чланка о несташици бензина у Венецуели. 

## Публикације

### Књиге и блог
- Con la vagina bien puesta ( Са добро постављеном вагином ), 2006. Текст о односу жена према друштву и значају физичког изгледа.
- Marketing político: Herramientas para ganar elecciones ( Политички маркетинг: Алати за побједу на изборима ), 2003. Текст написан у сарадњи са Цармен Беатриз Фернандез о употреби политичког маркетинга.
- Politikom Real,[8] (од 2002) дигитална колумна (блог) за анализу и политичко мишљење.

### Извештаји и истраге
- Случај Мицабу (у сарадњи са Герардом Рејесом) о неправилностима у уговору за штампање уставног текста 2000. године.
- Corrupción en el secuestro del "canciller" de las FARC, Родриго Гранда ( Корупција у отмици ФАРЦ "саветника" Родриго Гранда ) 2005. године, о нестанку Родрига Гранда које је проузроковало дипломатску кризу између Колумбије и Венецуеле.
- Кораци Корупције у пројекту Иран-Венецуела 2007. године.

## Препознавање
Године 2014. добила је награду Наполитан Виктори за заслуге у латиноамеричком политичком новинарству.
Уврштена је на листу 30 најутицајнијих академика у Ибероамерици 2017. од стране Есглобал-а.
Одбор за заштиту новинара је 2018. године доделио Рејесу награду за Међународну слободу штампе. У свом поздравном говору, она је указала да је било много других новинара убијених и затворених те године, и напоменула чињеницу да је за 25 година политичког новинарства морала почети носити заштитну одећу 2017. године, иако се пре сусретала са претњама владе и претњама затвором.
Тајм „Особа године“ 2018. године били су „Чувари“, новинари који су одбијали да се повуку, иако су били прогоњени због изношења истине. Иако није била једна од четири примарна примаоца части, Рејес је била примећена у пуном тексту.

## Лични живот
Рејес има мужа, Дениса, и сина, Ивана, који је фоторепортер. 